# Paradeudorix moyambina
Paradeudorix moyambina is een vlinder uit de familie van de Lycaenidae. De wetenschappelijke naam van de soort is voor het eerst gepubliceerd in 1904 door George Thomas Bethune-Baker.
De soort komt voor in Sierra Leone, Ivoorkust, Ghana, Togo, Nigeria, Kameroen, Gabon, Congo-Brazzaville en Congo-Kinshasa.